# 格药柃
格药柃（学名：Eurya muricata），为山茶科柃木属下的一个植物变种。